# Якубайтите, Индре
Индре Якубайтите (лит. Indrė Jakubaitytė; род. 24 января 1976, Расейняй) — литовская легкоатлетка, специалистка по метанию копья. Выступала на профессиональном уровне в 2000-х и 2010-х годах, обладательница бронзовой медали Всемирных военных игр в Хайдарабаде, многократная победительница и призёрка национальных первенств, участница летних Олимпийских игр в Лондоне.

## Биография
Индре Якубайтите родилась 24 января 1976 года в городе Расейняй Литовской ССР.
Впервые заявила о себе в сезоне 1999 года, одержав победу в метании копья на турнире в Каунасе.
В 2002 году впервые стала чемпионкой Литвы в метании копья. Впоследствии ещё неоднократно завоёвывала национальный титул в данной дисциплине.
В 2005 году в составе литовской сборной заняла 13-е место на Кубке Европы по зимним метаниям в Мерсине.
В 2006 году выступила на Кубке Европы по зимним метаниям в Тель-Авиве, но провалила здесь все свои попытки.
В 2007 году отметилась выступлением на чемпионате мира в Осаке, завоевала бронзовую награду на Всемирных военных играх в Хайдарабаде.
В 2009 году метала копьё на чемпионате мира в Берлине, в финал не вышла.
В 2011 году участвовала в чемпионате мира в Тэгу.
В 2012 году соревновалась на чемпионате Европы в Хельсинки. Выполнив олимпийский квалификационный норматив (59,00), удостоилась права защищать честь страны на летних Олимпийских играх 2012 года в Лондоне — на предварительном квалификационном этапе метнула копьё на 59,05 метра, чего оказалось недостаточно для выхода в финал.
В 2014 году принимала участие в чемпионате Европы в Цюрихе.
В 2015 году заняла 14-е место на Кубке Европы по зимним метаниям в Лейрии.
В 2016 году выступала на чемпионате Европы в Амстердаме, провалила все три попытки в метании копья, не показав никакого результата.
Впоследствии неоднократно побеждала на различных любительских и ветеранских турнирах в Литве и Латвии.